# کراسنه ودولی
کراسنه ودولی (به چکی: Krásné Údolí) یک منطقهٔ مسکونی در جمهوری چک است که در ناحیه کارلووی واری واقع شده‌است.